# Cherbocnus
Genre
Cherbocnus est un genre d'holothuries (concombres de mer) abyssales de la famille des Cucumariidae.

## Systématique
Le genre Cherbocnus  a été créé en 2014 par le zoologiste sud-africain Ahmed Suleman Thandar (d) dans une publication qu'il a coécrit avec Sifiso Mjobo (d).

## Liste des espèces
Selon World Register of Marine Species (9 juillet 2021) :
- Cherbocnus cabindaensis (Cherbonnier, 1949)
- Cherbocnus ransoni (Cherbonnier, 1949)

## Publication originale
- (en) Ahmed S. Thandar et Sifiso Mjobo, « On some sea cucumbers from Ghana (Echinodermata: Holothuroidea) with descriptions of a new genus and one new species », Zootaxa, Magnolia Press (d), vol. 3900, no 2,‎ 22 décembre 2014, p. 243–254 (ISSN 1175-5334 et 1175-5326, OCLC 49030618, PMID 25543735, DOI 10.11646/ZOOTAXA.3900.2.4).